# Associação Brasileira de Críticos Teatrais
A Associação Brasileira de Críticos Teatrais, com sigla ABCT, foi uma entidade de classe que reunia os autores brasileiros de crítica teatral, com sede no Rio de Janeiro.

## Histórico
A ABCT foi criada em 1937 tendo por principal objetivo incrementar o teatro brasileiro através de medidas e leis que o incentivassem; assim, em 1943 levou ao então ditador Getúlio Vargas um memorial com críticas ao Serviço Nacional do Teatro (SNT) no qual propunham mudanças em sua estrutura e sugeriam a criação de departamentos nos estados.
Em agosto do ano seguinte, junto à Sociedade Brasileira de Autores Teatrais (SBAT) e o Sindicato dos Atores Teatrais, Cenógrafos e Cenotécnicos do Rio de Janeiro (Casa dos Artistas) criou uma Comissão Permanente de Teatro que logo encaminhou ao presidente da república um plano de ideias onde recomendava a concessão pelo SNT de subvenções, num momento em que este órgão estatal atravessava crises internas.
A ABCT foi responsável pela realização dos dois primeiros congressos brasileiros de teatro; idealizado inicialmente pelo então presidente da entidade Augusto de Freitas Lopes Gonçalves, teve para tal o apoio da SBAT, da Casa dos Artistas e outras instituições como a Academia Brasileira de Letras; o primeiro deles foi realizado no Rio de Janeiro em 1951, e o segundo na capital paulista em 1953, ambos contando com o apoio oficial do governo através do Serviço Nacional de Teatro.
A entidade começou a perder força com a fundação, em 1957, do Círculo Independente de Críticos Teatrais (CICT), com a qual passou a rivalizar; por outro lado a própria crítica teatral foi deixando de existir a partir da década de 1960, sobretudo com a instauração no país da Ditadura Militar de 1964, o desaparecimento de muitos jornais com o advento da televisão e outros fatores.